# U/17 Europamesterskabet i fodbold 2017
U/17 Europamesterskabet i fodbold 2017 var den 16. udgave af U-17 Europamesterskabet i fodbold (35. udgaven hvis under-16 tiden medregnes), som er den årlige internationale ungdomsfodboldturnering, der organiseres af UEFA for U/17-landshold fra Europa. Kroatien, som blev valgt af UEFA den 26. januar 2015, var vært for turneringen.
I alt 16 hold deltog i turneringen med spillere, der var født den 1. januar 2000 eller senere.
Ligesom i de forrige udgaver, som blev afholdt i ulige år, fungerede turneringen som UEFA-kvalifikation til U/17 Verdensmesterskabet i fodbold. De fem bedste hold fra turneringen kvalificerede sig til U/17 VM i fodbold i Indien, hvor de repræsenterede UEFA. Dette tal gik ned fra seks hold, fordi FIFA besluttede at give en plads til Oceanien fra 2017 og fremover.
Europamestre blev Spanien U/17 efter sejr over England U/17; kampen endte 2-2 efter forlænget spilletid og blev afgjort i straffesparkskonkurrence med 4-1 til Spanien.

## Kvalificerede hold
Følgende 16 hold kvalificerede sig til slutspillet.
Note: Alle deltagelser inkluderer kun U-17 tiden (siden 2002).
| Hold                | Kvalifikationsmåde              | Deltagelser i slutrunder | Seneste deltagelse | Tidligere bedste placering                |
| ------------------- | ------------------------------- | ------------------------ | ------------------ | ----------------------------------------- |
| Kroatien            | Vært                            | 4.                       | 2015               | Fjerdeplads (2005)                        |
| Tyskland            | Eliterunden Gruppe 1 vindere    | 10.                      | 2016               | Mestre (2009)                             |
| Tyrkiet             | Eliterunden Gruppe 1 toere[^]   | 7.                       | 2014               | Mestre (2005)                             |
| Ungarn              | Eliterunden Gruppe 2 vindere    | 4.                       | 2006               | Gruppespil (2002, 2003, 2006)             |
| Norge               | Eliterunden Gruppe 2 toere[^]   | 1.                       | —                  | Debut                                     |
| Spanien             | Eliterunden Gruppe 3 vindere    | 11.                      | 2016               | Mestre (2007, 2008)                       |
| Skotland            | Eliterunden Gruppe 4 vindere    | 5.                       | 2016               | Semifinaler (2014)                        |
| Serbien             | Eliterunden Gruppe 4 toere[^]   | 6.                       | 2016               | Kvartfinaler (2002)                       |
| Holland             | Eliterunden Gruppe 5 vindere    | 11.                      | 2016               | Mestre (2011, 2012)                       |
| Italien             | Eliterunden Gruppe 5 toere[^]   | 7.                       | 2016               | Toere (2013)                              |
| Frankrig            | Eliterunden Gruppe 6 vindere    | 11.                      | 2016               | Mestre (2004, 2015)                       |
| Ukraine             | Eliterunden Gruppe 6 toere[^]   | 6.                       | 2016               | Gruppespil (2002, 2004, 2007, 2013, 2016) |
| England             | Eliterunden Gruppe 7 vindere[^] | 12.                      | 2016               | Mestre (2010, 2014)                       |
| Bosnien-Hercegovina | Eliterunden Gruppe 7 toere[^]   | 2.                       | 2016               | Gruppespil (2016)                         |
| Irland              | Eliterunden Gruppe 8 vindere    | 3.                       | 2015               | Gruppespil (2008, 2015)                   |
| Færøerne            | Eliterunden Gruppe 8 toere[^]   | 1.                       | —                  | Debut                                     |

Noter
1. ^ De syv bedste toere blandt alle otte grupper i eliterunden kvalificerede sig til slutspillet.

### Endelig lodtrækning
Den endelige lodtrækning blev afholdt 3. april 2017 på Panorama Zagreb Hotel i Zagreb, Kroatien. De 16 hold blev udtrukket i fire grupper på fire hold. Værtsnationen Kroatien fik plads A1 i lodtrækningen, mens de andre hold blev seedet ud fra deres resultater i kvalifikationens eliterunde, med syv af vindere af grupperne i eliterunden (hvor alle resultater fra elitegruppe blev medregnet) blev placeret i Lag 1 og udtrukket til position 1 og 2 i grupperne, mens de resterende otte hold (den sidste vinder og de syv bedste toere fra eliterunden) blev placeret i Lag 2 og udtrukket til positionerne 3 og 4 i grupperne.
| Pos | Hold                | K | V | U | T | M+ | M- | MF  | P | Seeding |
| --- | ------------------- | - | - | - | - | -- | -- | --- | - | ------- |
| 1   | Tyskland            | 3 | 3 | 0 | 0 | 19 | 4  | +15 | 9 | Lag 1   |
| 2   | England             | 3 | 3 | 0 | 0 | 10 | 3  | +7  | 9 | Lag 1   |
| 3   | Skotland            | 3 | 3 | 0 | 0 | 8  | 1  | +7  | 9 | Lag 1   |
| 4   | Irland              | 3 | 3 | 0 | 0 | 7  | 0  | +7  | 9 | Lag 1   |
| 5   | Holland             | 3 | 3 | 0 | 0 | 7  | 3  | +4  | 9 | Lag 1   |
| 6   | Frankrig            | 3 | 2 | 1 | 0 | 6  | 2  | +4  | 7 | Lag 1   |
| 7   | Spanien             | 3 | 2 | 0 | 1 | 5  | 2  | +3  | 6 | Lag 1   |
| 8   | Ungarn              | 3 | 2 | 0 | 1 | 3  | 2  | +1  | 6 | Lag 2   |
|     |                     |   |   |   |   |    |    |     |   |         |
| 9   | Tyrkiet             | 3 | 2 | 0 | 1 | 11 | 4  | +7  | 6 | Lag 2   |
| 10  | Italien             | 3 | 2 | 0 | 1 | 5  | 2  | +3  | 6 | Lag 2   |
| 11  | Serbien             | 3 | 2 | 0 | 1 | 3  | 2  | +1  | 6 | Lag 2   |
| 12  | Ukraine             | 3 | 2 | 0 | 1 | 5  | 5  | 0   | 6 | Lag 2   |
| 13  | Norge               | 3 | 1 | 1 | 1 | 5  | 3  | +2  | 4 | Lag 2   |
| 14  | Bosnien-Hercegovina | 3 | 1 | 1 | 1 | 2  | 2  | 0   | 4 | Lag 2   |
| 15  | Færøerne            | 3 | 1 | 1 | 1 | 2  | 5  | −3  | 4 | Lag 2   |

## Gruppespil

### Gruppe A
| Pos | Hold     | K | V | U | T | M+ | M- | MF | P | Kvalifikation |
| --- | -------- | - | - | - | - | -- | -- | -- | - | ------------- |
| 1   | Spanien  | 3 | 2 | 1 | 0 | 7  | 4  | +3 | 7 | Slutspil      |
| 2   | Tyrkiet  | 3 | 2 | 0 | 1 | 8  | 5  | +3 | 6 | Slutspil      |
| 3   | Italien  | 3 | 1 | 0 | 2 | 3  | 5  | −2 | 3 |               |
| 4   | Kroatien | 3 | 0 | 1 | 2 | 2  | 6  | −4 | 1 |               |

| 3. maj 2017 |

| Kroatien | 0-2 | Italien    |
| -------- | --- | ---------- |
|          |     | Kean 78' · |

| Rujevica, Rijeka |

| 3. maj 2017 |

| Tyrkiet                  | 2-3 | Spanien                                      |
| ------------------------ | --- | -------------------------------------------- |
| Güneş 5' · Karaahmet 11' |     | S. Gómez 24' · Ruiz 23' (str.) · Morey 72' · |

| Rujevica, Rijeka |

| 6. maj 2017 |

| Kroatien  | 1-4 | Tyrkiet                                           |
| --------- | --- | ------------------------------------------------- |
| Marin 67' |     | Karaahmet 18' · Gül 49' · Kabak 69' · Akgün 80' · |

| Rujevica, Rijeka |

| 6. maj 2017 |

| Spanien                            | 3-1 | Italien          |
| ---------------------------------- | --- | ---------------- |
| S. Gómez 36' · Ruiz 68' (str.) 70' |     | Caviglia 80+2' · |

| Rujevica, Rijeka |

| 9. maj 2017 |

| Spanien      | 1-1 | Kroatien     |
| ------------ | --- | ------------ |
| Blanco 80+1' |     | Čolina 56' · |

| Rujevica, Rijeka |

| 9. maj 2017 |

| Italien      | 1-2 | Tyrkiet                      |
| ------------ | --- | ---------------------------- |
| Pellegri 15' |     | Karaahmet 5' · Babacan 74' · |

| Žuknica, Kostrena |

### Gruppe B
| Pos | Hold     | K | V | U | T | M+ | M- | MF  | P | Kvalifikation |
| --- | -------- | - | - | - | - | -- | -- | --- | - | ------------- |
| 1   | Ungarn   | 3 | 2 | 1 | 0 | 8  | 3  | +5  | 7 | Slutspil      |
| 2   | Frankrig | 3 | 2 | 0 | 1 | 11 | 4  | +7  | 6 | Slutspil      |
| 3   | Skotland | 3 | 1 | 1 | 1 | 4  | 3  | +1  | 4 |               |
| 4   | Færøerne | 3 | 0 | 0 | 3 | 0  | 13 | −13 | 0 |               |

| 3. maj 2017 |

| Skotland                    | 2-0 | Færøerne |
| --------------------------- | --- | -------- |
| Cameron 59' · Aitchison 68' |     |          |

|  |

| 3. maj 2017 |

| Ungarn                       | 3-2 | Frankrig                  |
| ---------------------------- | --- | ------------------------- |
| Csoboth 38' 41' · Bencze 52' |     | Gouiri 36' 80+4' (str.) · |

|  |

| 6. maj 2017 |

| Skotland   | 1-1 | Ungarn        |
| ---------- | --- | ------------- |
| Rudden 30' |     | Szerető 52' · |

|  |

| 6. maj 2017 |

| Frankrig                                                       | 7-0 | Færøerne |
| -------------------------------------------------------------- | --- | -------- |
| Gouiri 1' 10' 33' · Caqueret 4' 46' · Picouleau 15' · Adli 54' |     |          |

|  |

| 9. maj 2017 |

| Frankrig       | 2-1 | Skotland     |
| -------------- | --- | ------------ |
| Gouiri 35' 80' |     | Rudden 42' · |

|  |

| 9. maj 2017 |

| Færøerne | 0-4 | Ungarn                                                     |
| -------- | --- | ---------------------------------------------------------- |
|          |     | Torvund 24' · Szoboszlai 26' 48' · Edmundsson 29' (s.m.) · |

|  |

### Gruppe C
| Pos | Hold                | K | V | U | T | M+ | M- | MF  | P | Kvalifikation |
| --- | ------------------- | - | - | - | - | -- | -- | --- | - | ------------- |
| 1   | Tyskland            | 3 | 3 | 0 | 0 | 15 | 1  | +14 | 9 | Slutspil      |
| 2   | Irland              | 3 | 1 | 0 | 2 | 2  | 9  | −7  | 3 | Slutspil      |
| 3   | Bosnien-Hercegovina | 3 | 1 | 0 | 2 | 2  | 7  | −5  | 3 |               |
| 4   | Serbien             | 3 | 1 | 0 | 2 | 2  | 4  | −2  | 3 |               |

| 4. maj 2017 |

| Tyskland                              | 5-0 | Bosnien-Hercegovina |
| ------------------------------------- | --- | ------------------- |
| Mai 2' · Keitel 16' · Arp 50' 51' 52' |     |                     |

|  |

| 4. maj 2017 |

| Serbien    | 1-0 | Irland |
| ---------- | --- | ------ |
| Gavrić 72' |     |        |

|  |

| 7. maj 2017 |

| Tyskland                                            | 3-1 | Serbien                 |
| --------------------------------------------------- | --- | ----------------------- |
| Abouchabaka 7' (str.) · Yeboah 39' · Majetschak 61' |     | Stuparević 75' (str.) · |

|  |

| 7. maj 2017 |

| Irland                      | 2-1 | Bosnien-Hercegovina |
| --------------------------- | --- | ------------------- |
| Roache 7' · Idah 29' (str.) |     | Vještica 13' ·      |

|  |

| 10. maj 2017 |

| Irland | 0-7 | Tyskland                                                                            |
| ------ | --- | ----------------------------------------------------------------------------------- |
|        |     | Abouchabaka 8' · Arp 15' 45' 49' · O'Connor 21' (s.m.) · Awuka 73' · Hottmann 76' · |

|  |

| 10. maj 2017 |

| Bosnien-Hercegovina | 1-0 | Serbien |
| ------------------- | --- | ------- |
| Imamović 80'        |     |         |

|  |

### Gruppe D
| Pos | Hold    | K | V | U | T | M+ | M- | MF | P | Kvalifikation |
| --- | ------- | - | - | - | - | -- | -- | -- | - | ------------- |
| 1   | England | 3 | 3 | 0 | 0 | 10 | 1  | +9 | 9 | Slutspil      |
| 2   | Holland | 3 | 1 | 1 | 1 | 3  | 5  | −2 | 4 | Slutspil      |
| 3   | Ukraine | 3 | 1 | 0 | 2 | 2  | 5  | −3 | 3 |               |
| 4   | Norge   | 3 | 0 | 1 | 2 | 3  | 7  | −4 | 1 |               |

| 4. maj 2017 |

| Holland            | 1-0 | Ukraine |
| ------------------ | --- | ------- |
| El Bouchataoui 61' |     |         |

|  |

| 4. maj 2017 |

| Norge           | 1-3 | England                        |
| --------------- | --- | ------------------------------ |
| Guehi 8' (s.m.) |     | Brewster 10' 35' · Foden 78' · |

|  |

| 7. maj 2017 |

| Holland                                     | 2-2 | Norge                       |
| ------------------------------------------- | --- | --------------------------- |
| Aboukhlai 11' · El Bouchataoui 80+2' (str.) |     | Larsen 50' · Stenevik 55' · |

|  |

| 7. maj 2017 |

| England                                                | 4-0 | Ukraine |
| ------------------------------------------------------ | --- | ------- |
| McEachran 20' · Brewster 32' · Sancho 36' · Barlow 69' |     |         |

|  |

| 10. maj 2017 |

| England                                 | 3-0 | Holland |
| --------------------------------------- | --- | ------- |
| Sancho 23' 48' (str.) · Hudson-Odoi 80' |     |         |

|  |

| 10. maj 2017 |

| Ukraine                     | 2-0 | Norge |
| --------------------------- | --- | ----- |
| Kashtjuk 78' · Kholod 80+1' |     |       |

|  |

## Slutspil
I slutspillet, bruges straffesparkskonkurrence for at finde frem til vinderen, hvis det er nødvendigt (der spilles ikke i forlænget spilletid).
|  | Kvartfinaler | Kvartfinaler |           |       | Semifinaler | Semifinaler |  |  | Finale | Finale |
|  |              |              |           |       |             |             |  |  |        |        |
|  | 12. maj –    |              |           |       |             |             |  |  |        |        |
|  |              |              |           |       |             |             |  |  |        |        |
|  | Spanien      | 3            |           |       |             |             |  |  |        |        |
|  | Spanien      | 3            | 16. maj – |       |             |             |  |  |        |        |
|  | Frankrig     | 1            |           |       |             |             |  |  |        |        |
|  | Frankrig     | 1            | Spanien   | 0 (4) |             |             |  |  |        |        |
|  | 13. maj –    |              | Spanien   | 0 (4) |             |             |  |  |        |        |
|  |              | Tyskland     | 0 (2)     |       |             |             |  |  |        |        |
|  | Tyskland     | Tyskland     | 0 (2)     | 2     |             |             |  |  |        |        |
|  | Tyskland     |              | 19 May –  | 2     |             |             |  |  |        |        |
|  | Holland      | 1            |           |       |             |             |  |  |        |        |
|  | Holland      | 1            | Spanien   | 2 (4) |             |             |  |  |        |        |
|  | 12. maj –    |              | Spanien   | 2 (4) |             |             |  |  |        |        |
|  |              | England      | 2 (1)     |       |             |             |  |  |        |        |
|  | Ungarn       | England      | 2 (1)     | 0     |             |             |  |  |        |        |
|  | Ungarn       | 16. maj –    |           | 0     |             |             |  |  |        |        |
|  | Tyrkiet      | 1            |           |       |             |             |  |  |        |        |
|  | Tyrkiet      | 1            | Tyrkiet   | 1     |             |             |  |  |        |        |
|  | 13. maj –    |              | Tyrkiet   | 1     |             |             |  |  |        |        |
|  |              | England      | 2         |       |             |             |  |  |        |        |
|  | England      | England      | 2         | 1     |             |             |  |  |        |        |
|  | England      |              |           | 1     |             |             |  |  |        |        |
|  | Irland       | 0            |           |       |             |             |  |  |        |        |
|  | Irland       | 0            |           |       |             |             |  |  |        |        |

## Målscorere
Der blev scoret 99 mål i 32 kampe.
Kilde: UEFA.com
9 mål
- Frankrig Amine Gouiri[a]

7 mål
- Tyskland Jann-Fiete Arp

5 mål
- England Jadon Sancho

4 mål
- Spanien Abel Ruiz

3 mål
- England Rhian Brewster
- England Callum Hudson-Odoi
- Tyskland Elias Abouchabaka
- Spanien Sergio Gómez
- Spanien Mateu Morey
- Tyrkiet Malik Karaahmet

2 mål
- England Phil Foden
- Frankrig Maxence Caqueret
- Ungarn Kevin Csoboth
- Ungarn Dominik Szoboszlai
- Holland Zakaria Aboukhlal
- Holland Achraf El Bouchataoui
- Skotland Zak Rudden

1 mål
| - Bosnien-Hercegovina Armin Imamović - Bosnien-Hercegovina Nemanja Vještica - Kroatien David Čolina - Kroatien Antonio Marin - England Aidan Barlow - England George McEachran - Frankrig Yacine Adli - Frankrig Mathis Picouleau - Tyskland Noah Awuku - Tyskland Eric Hottmann - Tyskland Yannik Keitel - Tyskland Lars Lukas Mai - Tyskland Erik Majetschak | - Tyskland John Yeboah - Ungarn Márk Bencze - Ungarn Krisztofer Szerető - Ungarn Alexander Torvund - Italien Hans Nicolussi Caviglia - Italien Moise Kean - Italien Pietro Pellegri - Norge Jørgen Strand Larsen - Norge Halldor Stenevik - Irland Adam Idah - Irland Rowan Roache - Skotland Jack Aitchison - Skotland Innes Cameron | - Serbien Željko Gavrić - Serbien Filip Stuparević - Spanien Antonio Blanco - Spanien Nacho Díaz - Tyrkiet Yunus Akgün - Tyrkiet Atalay Babacan - Tyrkiet Recep Gül - Tyrkiet Umut Güneş - Tyrkiet Ozan Kabak - Tyrkiet Kerem Kesgin - Ukraine Oleksiy Kashchuk - Ukraine Artem Kholod |

1 selvmål
- England Marc Guehi (mod Norge)
- Færøerne Andrias Edmundsson (mod Ungarn)
- Ungarn András Csonka (mod Tyrkiet)
- Irland Lee O'Connor (mod Tyskland)